# Вилхелм (Брауншвайг)
Вилхелм Август Лудвиг Максимилиан Фридрих (на немски: Wilhelm August Ludwig Maximilian Friedrich; 25 април 1806, Брауншвайг; † 18 октомври 1884, Сибиленорт, Силезия, Прусия) от род Велфи (Нов Дом Брауншвайг), е херцог на Брауншвайг-Люнебург и от 1830 г. до смъртта си 1884 г. херцог на Херцогство Брауншвайг.

## Живот
Той е вторият син на херцог Фридрих Вилхелм (1771 – 1815) и съпругата му принцеса Мария фон Баден (1782–1808), дъщеря на принц Карл Лудвиг фон Баден (1755 – 1801) и съпругата му Амалия фон Хесен-Дармщат, която е сестра на Елизавета Алексеевна, руска императрица, съпруга на император Александър I.
След смъртта на майка му той расте в Лондон до 1815 г. След смъртта на баща му той и брат му Карл II (1804 – 1873) са под опекунството на чичо им Джордж IV, крал на Хановер и принцрегент на Великобритания.
От 1820 до 1822 г. двамата братя са в Лозана, след това Вилхелм следва в Гьотинген до есента на 1823 г. и отива на пруска военна служба. От 22 октомври 1828 г. е майор. От 30 март 1844 г. той е генерал на кавалерията и на 27 юни 1848 г. кралски хановерски фелдмаршал.
По-големият му брат Карл II управлява Брауншвайг от 1815 до 1830 г. През януари 1826 г. Карл II му предава владението над Княжество Олешница (Оелс). По време на въстанията брат му бяга на 7 септември 1830 г. от Брауншвайг и народното събрание назначава на 2 декември 1830 г. Вилхелм да води временно управлението на страната. Вилхелм поема управлението на 20 април 1831 г.
Той не се жени и умира без легитимни наследници през 1884 г. С него изчезва линията „Нов Дом Брауншвайг“ на род Велфи. След смъртта на Вилхелм управлението в Брауншвайг поема един регентски съвет начело с граф Херман фон Гьортц-Врисберг (1819 – 1889) от 1884 до 1885 г., последван от Албрехт Пруски (1837 – 1906), племенник на пруския крал Вилхелм I и внук на крал Фридрих Вилхелм III.